# Karakmukli, Chincholi
Karakmukli là một làng thuộc tehsil Chincholi, huyện Gulbarga, bang Karnataka, Ấn Độ.